# Sic
Sic, (latinul, jelentése: így) a sic erat scriptum (így volt írva) kifejezésből.
Akkor használják, amikor az olvasót arról akarják tájékoztatni, hogy a hibás vagy szokatlan írásmód egy idézett szövegben nem az idézőtől származik, hanem így szerepel az eredeti szövegben.
A „hibás” szövegrész után szokták beírni, zárójelben és felkiáltójellel (sic!), ezzel jelezve, hogy nem része az idézetnek.
Néha ironikusan használják, ezzel kigúnyolva az eredeti szöveg írójának helyesírási vagy logikai hibáit.
Néhány ismert latin kifejezésben:
- Sic itur ad astra! (Így jutunk a csillagokhoz)[1]
- Sic luceat lux (Hadd ragyogjon a fény)[2]
- Sic semper tyrannis (Így járnak a zsarnokok)[3]
- Sic transit gloria mundi (Így múlik el a világ dicsősége)[4]

## Fordítás
- Ez a szócikk részben vagy egészben  a   Sic című svéd Wikipédia-szócikk fordításán alapul.  Az eredeti cikk szerkesztőit annak laptörténete sorolja fel. Ez a jelzés csupán a megfogalmazás eredetét és a szerzői jogokat jelzi, nem szolgál a cikkben szereplő információk forrásmegjelöléseként.
- Ez a szócikk részben vagy egészben  a   Sic című francia Wikipédia-szócikk fordításán alapul.  Az eredeti cikk szerkesztőit annak laptörténete sorolja fel. Ez a jelzés csupán a megfogalmazás eredetét és a szerzői jogokat jelzi, nem szolgál a cikkben szereplő információk forrásmegjelöléseként.